# Corrieyairack Pass
Corrieyairack Pass är ett bergspass i Storbritannien.   Det ligger i kommunen Highland och riksdelen Skottland, i den norra delen av landet, 700 km nordväst om huvudstaden London. Corrieyairack Pass ligger 739 meter över havet.
Terrängen runt Corrieyairack Pass är huvudsakligen kuperad, men åt nordost är den platt. Corrieyairack Pass ligger uppe på en höjd.  Trakten runt Corrieyairack Pass är nära nog obefolkad, med mindre än två invånare per kvadratkilometer. Närmaste större samhälle är Fort Augustus, 11,5 km norr om Corrieyairack Pass. Omgivningarna runt Corrieyairack Pass är i huvudsak ett öppet busklandskap.